# TMI SHOW
《TMI SHOW》는 Mnet의 예능 프로그램이다.

## 개요
- 초대 스타들이 직접 본인과 관련된 TMI가 담긴 차트 주제를 선정, 그동안 베일에 싸여있던 자신만의 TMI를 공개하는 토크쇼 프로그램이다.

## 방송 시간
| 방송 채널 | 방송 기간                        | 방송 시간                | 비고 |
| --------- | -------------------------------- | ------------------------ | ---- |
| Mnet      | 2022년 2월 9일 ~ 2022년 9월 28일 | 수요일 밤 8시 ~ 9시 40분 |      |

## 출연자
- 붐
- 이미주

## 결방

### 2022년
- 3월 9일 : 붐, 이미주 코로나 19 확진 여파로 재방송으로 대체
- 3월 23일 : 붐, 이미주 코로나 19 확진 여파로 재방송으로 대체
- 8월 10일
- 9월 21일

## 같이 보기
- tvN
- Mnet